# انگلیسی آفریقای جنوبی
انگلیسی آفریقای جنوبی (به انگلیسی: South African English (SAE)) مجموعه‌ای از گویش‌های زبان انگلیسی بومی آفریقای جنوبی است. در سال ۲۰۱۱ در مجموع ۴٬۸۹۲٬۶۲۳ گویشور انگلیسی به عنوان زبان اول در آفریقای جنوبی وجود داشت، که ۹٫۶٪ از جمعیت کشور را تشکیل می‌دادند. استان‌هایی با جمعیت قابل توجه انگلیسی زبان عبارتند از کیپ غربی (۲۰٫۲٪ از جمعیت استان)، خائوتنگ (۱۳٫۳٪) و کوازولو-ناتال (۱۳٫۲٪).

## پیشینه
پس از تقسیم آفریقا توسط امپراتوری‌های اروپایی، آفریقای جنوبی توسط امپراتوری بریتانیا مستعمره شد. از اوایل سده بیستم تا استعمارزدایی آفریقا،  این کشور تحت سلطه بریتانیا بود و تنها زبان رسمی در آن انگلیسی بود. پس از استعمارزدایی نیز این زبان در آنجا تا به امروز پابرجا مانده است.
امروزه نزدیک ۵ میلیون نفر در آفریقای جنوبی زندگی می‌کنند که از انگلیسی به عنوان زبان اول خود بهره می‌برند. نزدیک به ۱۰% جمعیت و البته میلیون‌ها نفر دیگر انگلیسی را به عنوام زبان دوم خود به کار می‌برند.
یازده زبان رسمی در آفریقای جنوبی وجود دارد که سه زبان در آن بسیار متداول هستند. زولو، خوسایی و آفریکانس. انگلیسی در میان آن‌ها پرتکلم ترین زبان است. البته انگلیسی در آفریقای جنوبی دستخوش ترکیب با زبان‌های آفریکانس و بانتو است و بدین ترتیب لهجه‌ای به نام انگلیسی آفریقای جنوبی در آنجا شکل گرفته است.

## تفاوت‌ها و اصطلاح‌ها
لهجه انگلیسی آفریقای جنوبی مانند دیگر لهجه‌های زبان انگلیسی دارای اصطلاح‌های مربوط به خود است که عبارتنداز:
- Lekka یا Lekker: عالی یا فوق‌العاده
- Kif: جالب، خوب، عالی
- Bakkie: وانت یا وسیله‌ی مکانیکی
- Boet: داداش، رفیق (مانند واژه bro)
- Kuk: چرند، مزخرف

### تلفظ ر
تلفظ «ر» در انگلیسی: در انگلیسی بریتانیایی و آفریقای جنوبی صدای /r/ در صورتی که قبل از یک حرف صدادار قرار گیرد و حرف بعدی آن صدادار نباشد، بصورت غیر روتیک بوده و تلفظ نمی‌شود.